# 行尸走肉系列 (游戏)
行尸走肉系列是由Telltale Games和Skybound Games开发并发行的章节式冒险游戏系列。它基于罗伯特·柯克曼、托尼·摩尔和查理·阿德勒的同名漫画系列。该系列于2012年4月发布第一个章节，目前已有四个主要的五章季（第四季为四章）、一个附加的番外和一个迷你的三章季。第四季也是最终季于2018年发布，并于2019年完结。该系列游戏已发布至个人电脑、游戏机和智能手机上，并且有数字版和实体版。
与原作漫画相同，故事以丧尸危机爆发为开始，发生在美国东部沿海地区。漫画系列中的一些角色如肖恩·格林（Shawn Greene）、格伦·李（Glenn Rhee）、赫谢尔·格林（Hershel Greene）、米琼恩（Michonne）、西迪克（Siddiq）及保罗·門羅（耶稣）（Paul "Jesus" Monroe）也在该游戏系列中出场。但该游戏系列的大部分角色和故事剧情均为原创。
游戏第一季中，李·埃弗里特（Lee Everett）遇见了年轻女孩克莱曼婷（Clementine），并与她和其他幸存者寻找出路。在李为她牺牲自己之后，克莱曼婷不得不独自流浪。在第二季中，克莱曼婷遇见了另一群幸存者并成为小阿尔文（AJ）（Alvin "AJ" Jr.）的监护人，但因幸存者之间严重的分歧矛盾她不得不再次旅行。克莱曼婷后来在第三季加入一个为新边界（the New Frontier）的幸存者组织时，他们带走了AJ，克莱曼婷与另一名幸存者哈维·加西亚（Javier Garcia）合作，从新边界拯救他们的家人。但克莱曼婷仍然决定与AJ继续前进。在几年后的最终季中，克莱曼婷和AJ遇见了一群坚守在寄宿学校的青少年，两人与其他青少年合作保护学校免受袭击者的侵害。故事最后，克莱曼婷和AJ决定在此定居下来。
《行尸走肉》游戏系列没有大多数冒险游戏中常见的谜题和探索等元素，而是提供了更丰富的叙事剧情和与其他角色的对话交流。游戏还采用了快速反应事件（如主角与他人交流互动，躲避危机和作出抉择等都有时间限制）。由玩家的选择将会产生众多影响，例如在危机中玩家只能拯救两个角色中的其中一个，虽然事后被拯救的人仍然会因其它事件死亡，但这可以让玩家思考自己的选择。让玩家感觉到游戏世界会对玩家选择产生反应。
虽然该游戏系列主要由Telltale Games在Skybound的许可下开发并发行，但前者实际上已于2018年底在游戏第四季完结前破产。但《行尸走肉》漫画作者和Skybound创始人罗伯特·柯克曼认为有必要完结该故事，聘请Telltale的一些原班人马来完结该系列。
该游戏系列因其丰富的叙事剧情和玩家选择对剧情的影响而广受称赞。

## 设定
《行尸走肉》系列基于同名漫画系列。两者发生于同一世界观下：丧尸危机突然爆发，死去的人类很快就会变成不死的“行尸”（Walkers），它们以活人为食，大部分人都不能幸免。与漫画和电视剧的设定相同，世界上所有人类都携带了病原体，人无论以任何方式死亡，一段时间后都会变成行尸，除非它的大脑被破坏。
游戏背景最初发生于佐治亚州，第一季和番外“400天”的故事都在该州发生。第二季主角和同伴沿美国东海岸北进，他们认为北方有大型人类营地并且寒冷的气温可以使得行尸行动更迟缓。

## 玩法
《行尸走肉》与其它Telltale Games的游戏系列相同，均为点击式冒险游戏。在每一章中，玩家通过主角如同看电影一样观赏剧情发展。玩家可以移动主角探索该区域、检查物品并与其他角色对话；在这些对话中，玩家可以选择多个选项来回复角色，甚至可以保持沉默（如果玩家未在特定时间内选择则游戏判定为沉默）。游戏也采用了快速反应事件，玩家必须跟随游戏的指示及时对事件做出反应，否则将会导致主角死亡，并且游戏将在上一个存档点重新开始。
游戏中玩家做出的大部分选择均会在之后的剧情得到反馈，当玩家从存档继续游戏时，某些选择（“决定因素”）将影响游戏剧情的后续发展。例如，在第一季中，玩家对待莉莉（Lilly）的态度将会影响最终季莉莉与玩家的谈话内容（只要游戏读取第一季的存档）。其他时候，某些对话选项的选择会影响其他角色对主角的态度，并会在后面的场景中为玩家提供额外的选项供选择。Telltale Games甚至让玩家将他们在每一章作出的主要抉择与其他人的抉择进行比较。

## 系列概览
| 季數   | 集数 | 集数 | 上線日期       | 上線日期      |
| 季數   | 集数 | 集数 | 首映           | 季终          |
| ------ | ---- | ---- | -------------- | ------------- |
| 1      | 5+1  | 5+1  | 2012年4月24日  | 2013年7月2日  |
| 2      | 5    | 5    | 2013年12月17日 | 2014年8月26日 |
| 米琼恩 | 3    | 3    | 2016年2月23日  | 2016年4月26日 |
| 3      | 5    | 5    | 2016年12月20日 | 2017年5月30日 |
| 4      | 4    | 4    | 2018年8月14日  | 2019年3月26日 |

### 第一季
| 第部 |   |                                 |                                         |                                                                 |                |
| 1    | 1 | 新的一天（A New Day）           | Sean Vanaman Jake Rodkin                | Sean Vanaman                                                    | 2012年4月24日  |
| 2    | 2 | 艰苦求援（Starved for Help）    | Dennis Lenart                           | Mark Darin Chuck Jordan                                         | 2012年6月27日  |
| 3    | 3 | 漫漫长路（Long Road Ahead）     | Eric Parsons                            | Sean Vanaman Jake Rodkin Harrison G. Pink                       | 2012年8月28日  |
| 4    | 4 | 险境余生（Around Every Corner） | Nick Herman                             | Gary Whitta                                                     | 2012年10月9日  |
| 5    | 5 | 分秒必争（No Time Left）        | Sean Vanaman Jake Rodkin Sean Ainsworth | Sean Vanaman                                                    | 2012年11月20日 |
| 第部 |   |                                 |                                         |                                                                 |                |
| –    | – | 400天（400 Days）               | Sean Ainsworth                          | Sean Ainsworth Nick Breckon Mark Darin Sean Vanaman Gary Whitta | 2013年7月2日   |

在末日来临之际，李·埃弗里特（Lee Everett）遇见了年仅8岁的克莱曼婷（Clementine）其父母在丧尸危机爆发之前就去往萨凡纳（Savannah）旅游。他们与佐治亚州（Georgia）梅肯市（Macon）的其他幸存者一起保护自己免受丧尸的伤害，躲在一个经过加固的汽车旅馆里。
因“行尸”和袭击者的侵袭，这群幸存者坐房车逃跑并前往萨凡纳，希望能找到逃离大陆的船只。李承诺帮助克莱曼婷找到父母，同时教导她在这个新世界的生存法则。但在萨凡纳，他们找不到还能开动的船只，此时一个陌生人通过对讲机与克莱曼婷交流，并引诱她到陌生人的居处。当克莱曼婷失踪时，李在惊慌失措的寻找中不小心被行尸咬伤。
时间不多了，李保证了其余幸存者的安全，并去营救克莱曼婷。原来克莱曼婷被一个因物资被李的团队偷走而家破人亡的陌生人劫持。李和克莱曼婷打倒了陌生人，当他们逃跑时，他们发现了已经成为行尸的克莱曼婷的父母。李的身体越发虚弱，克莱曼婷将虚弱的李拖到一个安全的地方，李在他最后的时间里对克莱曼婷最后一次进行教导，并让克莱曼婷枪杀他或者离开他。

#### 400天
《400天》是第一季的可下载内容。 它讲述了丧尸危机爆发后的400天内五个不同的故事，在第一季和第二季之间起到承前启后的作用。在最后一幕中，每个故事的幸存者都被提议带到卡福尔的基地。

### 第二季
| 總集數 | 集數 （季） | 標題                         | 導演                         | 編劇                         | 发布日期       |
| ------ | ----------- | ---------------------------- | ---------------------------- | ---------------------------- | -------------- |
| 7      | 1           | 生者如斯（All That Remains） | Dennis Lenart                | Nick Breckon Andrew Grant    | 2013年12月17日 |
| 8      | 2           | 分崩离析（A House Divided）  | Eric Parsons                 | Nick Breckon                 | 2014年3月4日   |
| 9      | 3           | 火海情涛（In Harm's Way）    | Graham Ross                  | Pierre Shorette              | 2014年5月13日  |
| 10     | 4           | 残壁断垣（Amid the Ruins）   | Jason Latino                 | J. T. Petty Eric Stirpe      | 2014年7月22日  |
| 11     | 5           | 永无回头（No Going Back）    | Sean Ainsworth Dennis Lenart | Nick Breckon Pierre Shorette | 2014年8月26日  |

在克莱曼婷离开李不久后，她便遇见了奥米德（Omid）和克莉斯塔（Christa），两人在之前加入过李的团队。但不久奥米德死亡，一年多后克莱曼婷和克莉丝塔因袭击者侵袭被迫分离，她不得不自力更生。
克莱曼婷很快遇到了一个试图逃离名叫卡福尔(Carver)的人的小团体，卡福尔是一个处于购物中心的人类幸存者基地的领导者。克莱曼婷得知卡福尔试图抓瑞贝卡（Rebecca），丽贝卡认为她怀着卡福尔的孩子，但她对外坚称这是她丈夫阿尔文（Alvin）的孩子。当他们继续旅行时遇见了肯尼（Kenny）——克莱曼婷和李的同伴。虽然肯尼的妻儿不幸死去，但他仍然设法活了下来。在行尸的袭击中，他们被卡福尔及其手下俘虏。
克莱曼婷等人在这里认识了同为卡福尔囚犯的简（Jane），也得知一大群行尸正在接近购物中心。众人趁乱逃脱，杀死卡福尔。在他们逃跑的过程中，肯尼的女友萨里塔(Sarita)被行尸咬伤，随后死亡，这使肯尼性格更加暴躁。当剩余的幸存者在安全地方重新集结时，克莱曼婷与简变得更亲密一些，她教克莱曼婷一些生存技能。后来，丽贝卡在生下一个孩子后去世，他们给孩子取名小阿尔文 （AJ）。
随着冬天的来临，简和肯尼之间的敌意逐渐加深，肯尼对他人的不信任和执意去往北方导致团体中的一部分人带着物资逃离。简、克莱曼婷、AJ和肯尼不得不再次流浪。
在一次行尸袭击的余波中，简欺骗AJ的死亡迫使克莱曼婷看到了肯尼的黑暗面。两人矛盾爆发并大打出手。克莱曼婷不得不放任简死去或者杀死肯尼并与另一个人一起照顾AJ或者选择独自照顾AJ。

### 米琼恩
| 集數 | 標題                        | 導演         | 編劇                                                       | 发布日期      |
| ---- | --------------------------- | ------------ | ---------------------------------------------------------- | ------------- |
| 1    | 无法自拔（In Too Deep）     | Kent Mudle   | Meghan Thornton Nicole Martinez                            | 2016年2月23日 |
| 2    | 居无定所（Give No Shelter） | Sean Manning | Zack Keller Andrew Hanson                                  | 2016年3月29日 |
| 3    | 理所应当（What We Deserve） | Jason Latino | Nicole Martinez Erica Harrell Desirée Proctor Joshua Rubin | 2016年4月26日 |

米琼恩（Michonne）与皮特（Pete）和他的船员一起登上了帆船“The Companion”，并收到了一个求救信号，将他们带到了一个名为门罗镇（Monroe）的神秘社区。
米琼恩和皮特被迫决定在山姆（Sam）在逃离充满敌意的门罗镇时受重伤后采取什么行动。
米琼恩、皮特、山姆和她幸存的家人坚守房子，等待诺玛（Norma）的到来。

### 第三季（新边界）
| 總集數 | 集數 （季） | 標題                                        | 導演                    | 編劇 | 发布日期       |
| ------ | ----------- | ------------------------------------------- | ----------------------- | --- | -------------- |
| 12     | 1           | 牵绊——第一部分（Ties That Bind - Part One） | Jason Latino            | Brad Kane Nick Breckon Adam Esquenazi Douglas Laura Jacqmin Dan Martin Desiree Proctor Pierre Shorette Michael Choung | 2016年12月20日 |
| 13     | 2           | 牵绊——第二部分（Ties That Bind - Part Two） | Rebekah Gamin Arcovitch | Brad Kane Nick Breckon Michael Choung Adam Esquenazi Douglas Laura Jacqmin Dan Martin Evan Skolnick Timothy Williams  | 2016年12月20日 |
| 14     | 3           | 法外（Above the Law）                       | Chris Rebbert           | James Windeler Patrick Kevin Day Adam Esquenazi Douglas Laura Jacqmin Adam Miller Evan Skolnick                       | 2017年3月28日  |
| 15     | 4           | 血缘（Thicker Than Water）                  | Chris Rieser            | Luke McMullen Theresa Cooley Patrick Kevin Day Laura Jacqmin Adam Miller Evan M. Skolnick                             | 2017年4月25日  |
| 16     | 5           | 自由（From the Gallows）                    | Jason Pyke              | Adam Esquenazi Douglas                                                                                                | 2017年5月30日  |

在丧尸危机爆发时，哈维(Javi)与他的哥哥大卫(David)、大嫂凯特(Kate)、侄子嘉比(Gabe)和侄女玛丽安娜(Mariana)及其他亲人住在巴尔的摩(Baltimore)。哈维和大卫的父亲死于癌症后，他变为行尸并咬伤了他们的母亲。大卫带母亲去了医院，从此没有回来，而哈维和凯特继续前进，与嘉比和玛丽安娜一起踏上了求生的旅途。四年多后，四人在垃圾场寻找补给品时，因袭击者哈维被迫与家人分散。克莱曼婷与哈维相识并同意带人救助哈维的家人以换取他们的卡车。克莱曼婷带着哈维去了普雷斯科特(Prescott)——一个位于旧机场内的幸存者社区——寻找帮手。
在营救过程中，玛丽安娜遇害，凯特受重伤。克莱曼婷认出其中一名袭击者是新边界的成员——她曾经遇见的大型幸存者组织，后来却又离开了他们。小组返回普雷斯科特治疗凯特的伤势，但袭击者带着增援部队攻击并带来了大群行尸，这些行尸占领了该镇。哈维、克莱曼婷、凯特、嘉比、特里普(Tripp)、埃莉诺(Eleanor)和康拉德(Conrad)逃脱并前往弗吉尼亚州里士满的另一个幸存者营地。路上耶稣(Jesus)加入了他们，并透露里士满现在由新边界控制。克莱曼婷向哈维承认她曾经是新边界的成员。
小组到达里士满，大卫出现并允许他们进入。凯特和嘉比被带到林加德医生(Dr.Lingard)那里接受治疗。大卫带哈维参观里士满，并解释说他在无法返回巴尔的摩后成为了新边界的安全主管。尽管大卫很高兴他的家人回来了，但夫妻的关系却发生恶化。由于接受新成员需要所有主管都同意，哈维不得不与琼(Joan)、克林特(Clint)和大卫辩论。马克斯(Max)到达并指责哈维偷了新边界的物资并在垃圾场杀死了他的手下。虽然大卫不同意，但琼和克林特决定放逐哈维的小组。在他们离开之前，大卫让大家在一个仓库与他会面，克莱曼婷在那里指责他导致了AJ的死亡：原来克莱曼婷和AJ因事故被迫独自旅行，直到他们遇到阿瓦（Ava)，后者邀请他们进入新边界。当AJ病危时，克莱曼婷试图从林加德那里偷最后一批药以挽救他的生命，大卫发现后流放了克莱曼婷却留下了AJ.但大卫透露说AJ已经痊愈，而林加德知道他的下落。
之后小组通过马克斯得知琼一直在下令让新边界武装人员袭击其它幸存者营地掠夺物资。耶稣离开去警告他的伙伴，而其他人则返回里士满与琼对质。然而，琼背叛了大卫，将他与哈维指控发动政变，并准备第二天在镇广场绞死大卫。哈维逃离监禁并组织了他的小组，意图向镇民揭露真相并营救大卫。哈维和克莱曼婷在医院会面，林加德一心求死，让哈维向他注射致死药物以换取AJ下落的情报。哈维要么同意；要么拒绝，让林加德活下来。
第二天，凯特承认了她对哈维的爱意，哈维可以选择回应。由于埃莉诺的背叛，哈维的企图失败，他被迫在被俘的阿瓦和特里普之间做出选择，以免那个人被处决。但琼下令杀了哈维选择的那个人。克林特向哈维提供了一项交易，将哈维和他的小组包括大卫全部放逐，哈维可以杀死琼或接受交易。无论如何，这都会引发交火。凯特试图开卡车支援众人，但不小心撞开了栅栏，行尸涌入其中。小组只能暂时撤退，并计划如何拯救里士满。然而，大卫对里士满失望至极，并建议离开这座城市。他还嫉妒哈维和凯特之间的关系，兄弟两人开始搏斗，但行尸穷追不舍。
大卫和嘉比突然开着卡车离开，同时凯特决定驾驶推土机帮助拯救里士满。哈维必须决定是追上大卫还是帮助凯特。根据玩家之前的选择，克莱曼婷要么跟着哈维追上大卫父子两人或是帮助凯特拯救里士满，要么两人分道扬镳。因此哈维将会失去凯特或是大卫父子。此时耶稣带着增援回来，帮助幸存者吸引行尸并带领它们离开里士满，拯救了城市。
几天后，哈维追悼逝者并遇到了耶稣，耶稣建议他成为里士满的新领袖。如果林加德还活着，他仍会告诉克莱曼婷AJ在哪里。她决定离开里士满去找他。哈维给克莱曼婷剪了一个新发型后两人道别。

### 第四季（最终季）
| 總集數 | 集數 （季） | 標題                            | 導演                           | 編劇                                                                       | 发布日期      |
| ------ | ----------- | ------------------------------- | ------------------------------ | -------------------------------------------------------------------------- | ------------- |
| 17     | 1           | 不再逃亡（Done Running）        | Chris Rebbert, Vahram Antonian | Jessica Krause Adam Esquenazi Douglas Mary Kenney Lauren Mee               | 2018年8月14日 |
| 18     | 2           | 患难与共（Suffer the Children） | Chris Rieser                   | Mary Kenney Adam Esquenazi Douglas Douglas Lieblich                        | 2018年9月25日 |
| 19     | 3           | 破碎的玩具（Broken Toys）       | Ryan D. Chan, Chris Rieser     | Lauren Mee Adam Esquenazi Douglas Mary Kenney                              | 2019年1月15日 |
| 20     | 4           | 带我们回家（Take Us Back）      | Chris Rebbert                  | Adam Esquenazi Douglas James Windeler Chris Rebbert Mary Kenney Lauren Mee | 2019年3月26日 |

与哈维分别后不久，克莱曼婷在麦卡罗牧场（McCarroll Ranch）冒险将AJ救出，出于自卫被迫杀死了AJ的看守。克莱曼婷决定和AJ继续前进。
多年后，在逃离行尸时两人遭遇车祸，被一群在埃里克森问题青年寄宿学校（Ericson's Boarding School for Troubled Youth）中被遗弃的青少年救了。在适应学校生活的同时，克莱曼婷和AJ返回拾荒时遇到了一个名叫亚伯（Abel）的人，他试图抢走他们发现的食物。在将他们的遭遇告知学校的其他人后，克莱曼婷发现青少年的领导者马龙（Marlon）开始与布萝蒂（Brody）发生激烈争吵。布萝蒂向克莱曼婷透露，亚伯是袭击者组织的一员，马龙曾用小田（Tenn)的姐姐密涅瓦（Minerva）和索菲（Sophie）换取安全，他还打算在袭击者返回时交易她和AJ。马龙因布萝蒂向克莱曼婷揭露此事而失手杀害了她，并试图将后者的死陷害给克莱曼婷。克莱曼婷向众人揭露真相并取得他们的信任，但在采取下一步行动之前，AJ杀死了马龙。
克莱曼婷和AJ被驱逐出学校。在外面，他们遇到了亚伯和袭击者的小头目莉莉，莉莉曾和克莱曼婷在第一季相遇。莉莉试图与克莱曼婷谈判以说服其他孩子加入戴尔塔（Delta）组织，但她拒绝并与AJ一起逃跑，AJ不小心受伤。两人被低语者（Whisperers）的前成员詹姆斯（James）救了下来，詹姆斯告诉他们戴尔塔将与敌对社区开战，正在强征幸存者。
克莱曼婷返回埃里克森学校让AJ接受治疗，并警告青少年注意袭击者。孩子们加固校园以备袭击。两周后，袭击者抵达，尽管他们被击退，但他们还是设法绑走了一些孩子。孩子们从垂死的亚伯那里得知袭击者已经在附近的一艘河船上扎营，在詹姆斯的帮助下，他们潜入船中并在锅炉中放置了一颗自制炸弹，然后遇到了成为袭击者成员的密涅瓦，后者将克莱曼婷击昏并将其关入牢里。莉莉质问克莱曼婷，并透露是密涅瓦在索菲试图逃离戴尔塔时杀死了她。
克莱曼婷偷袭使密涅瓦失去行动能力，释放了孩子们，并制服了莉莉，莉莉随后被AJ用枪抵着头。克莱曼婷可以命令AJ杀死或放过她；如果放过她，莉莉会暗杀掉詹姆斯。炸弹突然爆炸。克莱曼婷和AJ逃离了正在下沉的船，而莉莉（如果幸免）则乘坐木筏逃离，而其他袭击者则被步行者围击。如果詹姆斯还活着，他会在与克莱曼婷就AJ杀死莉莉发生争吵后离开团队。克莱曼婷、AJ和小田与路易斯（Louis）或薇欧蕾（Violet）会面。
在到达一座部分塌掉的桥后，这群人遭到了被咬伤、神志不清的密涅瓦的袭击，密涅瓦带领着一大群行尸来到他们身边。克莱曼婷击退了密涅瓦，但后者砍伤了前者的腿。克莱曼婷与AJ一起过桥。路易斯或薇欧蕾也试图让小田过桥，但他因受惊，无法动弹。如果克莱曼婷之前信任AJ，让他有信心做出艰难的决定，他会射杀小田来拯救路易斯或薇欧蕾；否则，AJ会任由后者将小田扔到对岸，而他或她却被行尸吞噬。
在逃离尸群时，一个行尸咬了克莱曼婷受伤的腿。克莱曼婷和AJ在詹姆斯的谷仓避难，但那里很快就被行尸包围了。虚弱的克莱曼婷敦促AJ用行尸的内脏和血液掩护两人，然后让AJ斩杀她或者离开她。但AJ不顾她的要求，用密涅瓦的斧头砍下了克莱曼婷受伤的腿，阻止了后者的尸变。两人回到了埃里克森学校并与同伴在一起，他们终于在那找到了平静的归宿。

### 行尸走肉：终极版
Skybound Game发布了《行尸走肉：终极版》（英语：The Walking Dead: The Telltale Definitive Series）内含全4季游戏、《400天》和《行尸走肉：米琼恩》，共有23个不同章节、超过50小时的游戏内容。提供了画面升级、幕后花絮附录、改善游戏系统、更多数字版附录内容（如音乐播放器、美术展示库、可播放语音台词和人物动画的3D模型查看器）等。于2019年9月10日在 Windows、PlayStation 4和Xbox One上发布。

## 反响

### 销售量
据Skybound官网 （页面存档备份，存于）称，《行尸走肉》Telltale游戏系列已售出超过8000万套。

## 补充解释
1. ↑  Skybound Games开发了《行尸走肉：最终季》的最后两章